# 美しい夜、残酷な朝
『美しい夜、残酷な朝』（うつくしいよる ざんこくなあさ、原題：三更2、英題：Three... Extremes）は、2004年公開のオムニバス映画。香港のピーター・チャンが『THREE/臨死』（原題：三更）に続いてプロデュースしたオムニバス映画で、韓国のパク・チャヌクによる「cut」、日本の三池崇史による「box」、香港のフルーツ・チャンによる「dumplings」の3作から成る。

## ストーリー

### cut
何一つ人生に曇りのない映画監督の所に突然現れた男！

　彼はある少女を殺さなければ，監督の妻の指を一本ずつ切り落としてゆくといい…

### dumplings
ある女性が美しさを取り戻すために食べた怪しい餃子の中身は…？

　その中身を知った女性の行動は？

## キャスト
1話目「cut」
- イ・ビョンホン(ノーギャラ・友情出演)(日本語吹替：岸祐二)
- カン・ヘジョン
- イム・ウォニ

2話目「box」
- 長谷川京子
- 渡部篤郎

3話目「dumplings」
- ミリアム・ヨン
- レオン・カーフェイ
- バイ・リン

## 受賞・ノミネート
| 賞     | 部門                         | 候補者                                                                      | 結果       |
| ------ | ---------------------------- | --------------------------------------------------------------------------- | ---------- |
| 金馬奨 | 助演女優賞                   | バイ・リン（「dumplings」）                                                 | 受賞       |
| 金馬奨 | 監督賞                       | フルーツ・チャン（「dumplings」）                                           | ノミネート |
| 金馬奨 | 編集賞                       | サム＝ファット・ティン（「dumplings」） キーホップ・チャン（「dumplings」） | ノミネート |
| 金馬奨 | メイクアップ・衣裳デザイン賞 | ユー・チュンマン（「dumplings」） ペーター・ウォン（「dumplings」）         | ノミネート |